# مملكة كوشانو-الساسانية
مملكة كوشانو الساسانية، مصطلح تاريخي استخدمه العلماء المعاصرون للإشارة إلى فرع من الفرس الساسانيين الذين أسسوا حكمهم في باختريا خلال القرنين الثالث والرابع بعد الميلاد. نصّب الساسانيون حكامًا للإمبراطورية الساسانية، وقاموا بصنع عملاتهم الخاصة وأخذوا لقب كوشانشا، أي ملوك الكوشان. يُنظر إليهم أحيانًا على أنهم شكّلوا مملكة فرعية داخل الإمبراطورية الساسانية. استمرت هذا الحكم حتى 360-370 م، عندما خسر الكوشانو الساسانيون الكثير من مناطقهم لغزو الهون الكيداريت، بينما دُمجت البقية في الإمبراطورية الساسانية. تمكن الساسانيون من إعادة القليل من سيطرتهم بعد أن هزموا الهفتاليين بمساعدة الأتراك عام 565، لكن حكمهم انهار تحت الهجمات العربية في منتصف القرن السابع.

## التاريخ

### الفترة الكوشانية الساسانية الأولى (230-365 م)
وسّع الساسانيون، بعد فترة وجيزة من الانتصار على البارثيين، سيطرتهم إلى باختريا في عهد أرداشير الأول نحو 230 م، ثم إلى الأجزاء الشرقية من إمبراطوريتهم غرب باكستان في عهد ابنه شابور الأول (240-270). وهكذا فقد الكوشان أراضيهم الغربية (بما في ذلك باختريا وغاندهارا) لحكم النبلاء الساسانيين المسمى كوشانشاه أو ملوك كوشان. يبدو أن أقصى مدى من توسع الساسانيين إلى الشرق كان غاندهارا، ومن الواضح أنهم لم يعبروا نهر السند، إذ لم يُعثر على أي من عملاتهم المعدنية في مدينة تاكسيلا الواقعة خلف نهر السند.
نحو عام 325، كان شابور الثاني مسؤولاً بشكل مباشر عن الجزء الجنوبي من الإقليم، بينما حافظ الكوشانشاه في الشمال على حكمهم. الاكتشافات المهمة للعملات الساسانية خارج إندوس في مدينة تاكسيلا بدأت فقط في عهد شابور الثاني (فترة حكمه من 309 إلى 379) وشابور الثالث (فترة حكمه من 383 إلى 388)، ما يشير إلى أن توسع السيطرة الساسانية خارج إندوس كان نتيجة حروب شابور الثاني مع الشيونيين والكوشان في 350-358 كما وصفها أميانوس مارسيلينوس. من المحتمل أنهم حافظوا على سيطرتهم حتى ظهور الكيداريين مع حاكمهم كيدارا.
تبع تراجع الكوشان وهزيمتهم على يد الكوشانو الساسانيين صعود الكيداريين ثم الهيفثاليت (ألتشون هون) الذين غزوا بدورهم باختريا وغاندهارا ووصلوا إلى وسط الهند. تبعهم فيما بعد الهندوس حتى وصول المسلمين إلى الأجزاء الشمالية الغربية من الهند.

### الفترة الساسانية الثانية (565-651 م)
سيطر الهفتاليون على المنطقة حتى هزيمتهم في 565 م وأُعيد تأسيس بعض السلطات الساسانية في الأراضي الشرقية. وفقًا للطبري، تمكن كسرى الأول من خلال سياسته التوسعية من السيطرة على (السند، زابولستان، طخارستان، دردستان، وكابولستان).
تمكن الهفتاليون من إقامة دول تنافسية في كابيسا وباميان وكابول، قبل أن يجتاحهم توخارا يابغوس والترك شاهي. قد يكون الساسانيون قد طردوا أيضًا وقتها. انتهت الفترة الهندية الساسانية الثانية بانهيار الساسانيين إلى الخلافة الراشدية في منتصف القرن السابع. ظلت منطقة السند مستقلة حتى الغزوات العربية للهند في أوائل القرن الثامن.

## التأثيرات الدينية
اكتشفت العملات المعدنية التي تصور شيفا وثور ناندي، ما يشير إلى التأثير القوي للهندوسية الشيفيتية.
النبي ماني (210-276 م)، مؤسس المانوية، تبع توسع الساسانيين نحو الشرق، ما عرّفه على الثقافة البوذية المزدهرة في غاندهارا. ويقال إنه زار باميان، حيث نُسبت إليه العديد من اللوحات الدينية، ويُعتقد أنه عاش ودرّس هناك لبعض الوقت. كما يُقال أنه أبحر إلى منطقة وادي السند الآن في باكستان الحديثة في 240 أو 241 بعد الميلاد، وقام بتحويل ديانة الملك البوذي، توران شاه الهند.
يبدو أن التأثيرات البوذية المختلفة قد تغلغلت في المانوية: كانت التأثيرات البوذية مهمة في تشكيل الفكر الديني لماني. وأصبح تناسخ الأرواح معتقدًا مانويًا، وأصبح الهيكل الرباعي للمجتمع المانوي، مقسمًا بين الرهبان الذكور والإناث (المختارون) والتابع العادي (المستمعون) الذين دعموهم، وهو ما يستند على السانغا البوذية.